# Pittsburgh Post-Gazette
El Pittsburgh Post-Gazette, también conocido simplemente como PG, es el mayor periódico del área metropolitana de Pittsburgh, Pensilvania. Descendiente de la Pittsburgh Gazette, fundada en 1786 como el primer periódico publicado al oeste de las montañas Allegheny, el periódico existe con su título actual desde 1927.
Dejó de publicarse a diario en 2018 y actualmente solo saca ediciones impresas dos días a la semana, pasando a ser solo en línea el resto de la semana. En la década de 2010, el tono editorial del periódico cambió de liberal a conservador, especialmente después de que las páginas editoriales del periódico se fusionaran en 2018 con The Blade de Toledo, Ohio. Tras la fusión, Keith Burris, el editor de la página editorial pro-Trump de The Blade, dirigió las páginas editoriales de ambos periódicos.
En 2019, el Pittsburgh Post-Gazette fue miembro fundador de Spotlight PA, una asociación de investigación periodística centrada en Pensilvania.

## Historia temprana

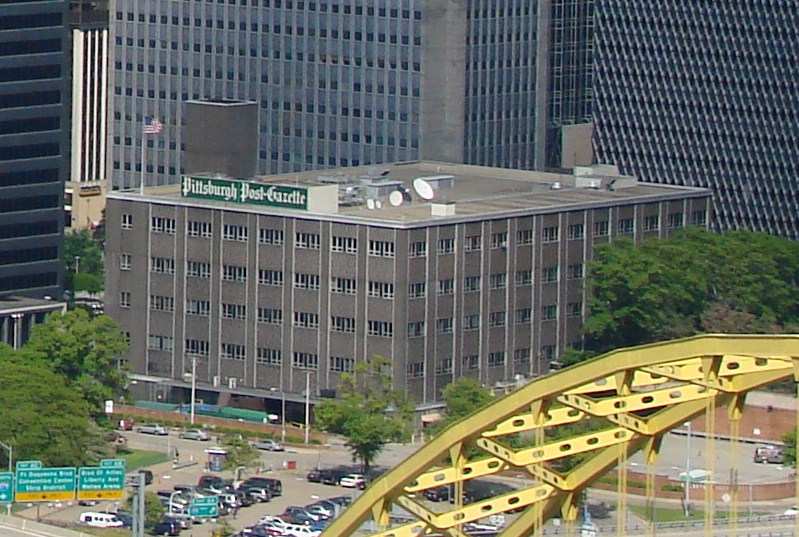
El edificio del Pittsburgh Post-Gazette en el centro de Pittsburgh, que albergó el periódico desde 1962 hasta 2015.

### Gazette
El Post-Gazette comenzó su historia como un semanario de cuatro páginas llamado The Pittsburgh Gazette, publicado por primera vez el 29 de julio de 1786, con el impulso de Hugh Henry Brackenridge. Fue el primer periódico publicado al oeste de las montañas Allegheny. Publicado por Joseph Hall y John Scull, el periódico cubría el inicio de la nación. Como uno de sus primeros artículos importantes, la Gazette publicó la recién adoptada Constitución de los Estados Unidos.
En 1820, bajo los editores Eichbaum y Johnston y el editor Morgan Neville, el nombre cambió a Pittsburgh Gazette and Manufacturing and Mercantile Advertiser. David MacLean compró el periódico en 1822, y más tarde volvió al título anterior.
Bajo el mando del editor Neville B. Craig, cuyo servicio duró de 1829 a 1841, la Gazette defendió el movimiento antimasónico. Craig convirtió la Gazette en el primer periódico diario de la ciudad, que se publicaba todas las tardes excepto los domingos a partir del 30 de julio de 1833.
En 1844, poco después de absorber al Advocate, la Gaceta cambió su horario de emisión diaria a la mañana. Su postura editorial en ese momento era conservadora y favorecía fuertemente al Partido Whig. En la década de 1850, a la Gazette se le atribuye el mérito de haber ayudado a organizar una sección local del nuevo Partido Republicano y de haber contribuido a la elección de Abraham Lincoln. El periódico fue uno de los primeros en sugerir que las tensiones entre el Norte y el Sur estallarían en una guerra.
Tras fusionarse con el Commercial en 1877, el periódico volvió a cambiar de nombre y pasó a llamarse Commercial Gazette.
En 1900, George T. Oliver adquirió el periódico, fusionándolo seis años después con The Pittsburg Times para formar The Gazette Times.

### Post
El Pittsburgh Post se publicó por primera vez el 10 de septiembre de 1842 con el nombre de Daily Morning Post. Tuvo su origen en tres semanarios pro-demócratas, el Mercury, el Allegheny Democrat y el American Manufacturer, que se unieron mediante un par de fusiones a principios de la década de 1840. Los tres periódicos se habían enfrentado durante años a la Gazette.
Al igual que sus predecesores, el Post defendía la política del Partido Demócrata. Su oposición política a la Gazette, partidaria de los Whigs y más tarde de los republicanos, fue tan duradera que una eventual combinación de ambos rivales hubiera parecido improbable.

Cronología de la fusión

## Acuerdo Block-Hearst
La década de 1920 fue una época de fusión en el saturado mercado periodístico de Pittsburgh. En 1923, los editores locales se unieron para adquirir y eliminar el Dispatch y el Leader. Cuatro años más tarde, William Randolph Hearst negoció con los Olivers la compra del matutino Gazette Times y de su hermano vespertino, el Chronicle Telegraph, mientras que Paul Block se encargó de comprar al propietario del matutino Post y del vespertino Sun. Tras intercambiar el Sun a cambio del Gazette Times de Hearst, Block se hizo con los dos periódicos matutinos, que combinó para formar el Post-Gazette. Hearst unió los periódicos vespertinos, creando el Sun-Telegraph. Ambos periódicos fueron publicados por primera vez el 2 de agosto de 1927.

## Acuerdo de explotación común
En 1960, Pittsburgh tenía tres periódicos: el Post-Gazette por la mañana, y el Pittsburgh Press y el Pittsburgh Sun-Telegraph por la tarde y el domingo. El Post-Gazette compró el Sun-Telegraph y se trasladó a sus oficinas de la calle Grant.
El Post-Gazette intentó publicar un periódico dominical para competir con el Sunday Press, pero no era rentable; el aumento de los costes en general ponía en peligro los resultados de la empresa. En noviembre de 1961, el Post-Gazette llegó a un acuerdo con la Pittsburgh Press Company para combinar sus operaciones de producción y venta de publicidad. El Post-Gazette poseía y gestionaba sus propios departamentos de noticias y redacción, pero la producción y distribución del periódico corría a cargo de la oficina del Press, más grande. Este acuerdo se mantuvo durante más de 30 años.
El acuerdo proporcionó al Post-Gazette un nuevo hogar en el edificio del Press, una cómoda mejora del odiado "granero de Sun-Telly". Construido para el Press en 1927 y ampliado con un muro cortina en 1962, el edificio sirvió como sede del Post-Gazette hasta 2015.

## Huelga, fusión, nueva competencia

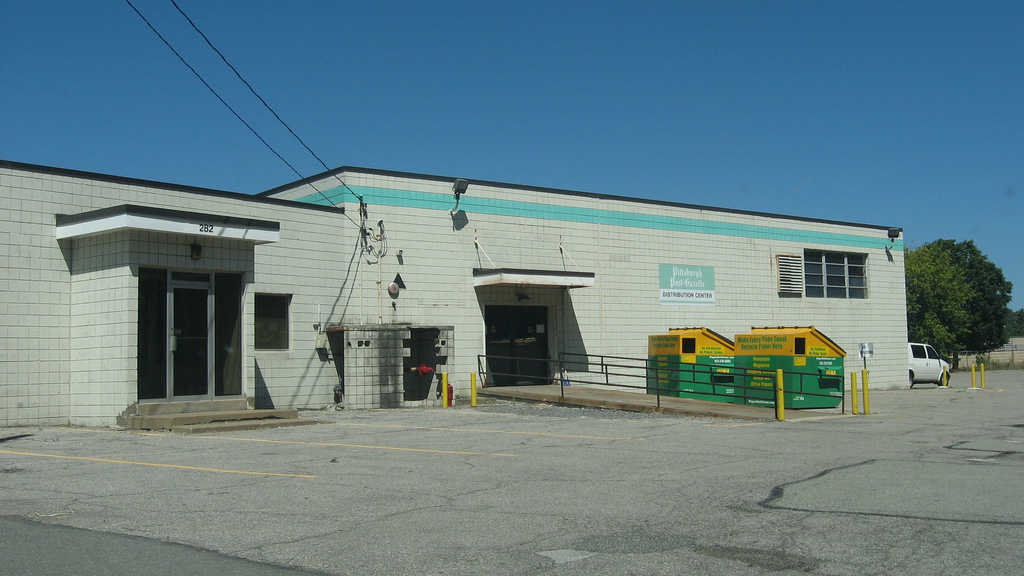
El centro de distribución

El 17 de mayo de 1992, una huelga de los trabajadores del Press puso fin a la publicación del mismo; el acuerdo de explotación conjunta supuso que el Post-Gazette también dejara de publicarse. Durante la huelga, la empresa Scripps Howard vendió el Press a la familia Block, propietaria del Post-Gazette. Los Block no reanudaron la impresión del Press, y cuando se resolvió el problema laboral y se reanudó la publicación, el Post-Gazette se convirtió en el principal periódico de la ciudad, con el nombre completo de Pittsburgh Post-Gazette Sun-Telegraph/The Pittsburgh Press.
La dirección de los Block no aprovechó esta oportunidad para abordar los costes laborales, lo que había llevado a la venta del Press. Esto se volvería en su contra y conduciría a problemas financieros (ver "Retos financieros" más adelante).
Durante la huelga, el editor Richard Mellon Scaife amplió su periódico, el Greensburg Tribune-Review, con sede en la capital del condado contiguo de Westmoreland, donde había publicado durante años. Aunque mantuvo el periódico original en sus instalaciones de Greensburg, lo amplió con una nueva edición en Pittsburgh para dar servicio a la ciudad y sus suburbios. Scaife bautizó este periódico como Pittsburgh Tribune-Review. Scaife invirtió importantes cantidades de capital en la mejora de las instalaciones, en oficinas y redacciones separadas en el North Side de Pittsburgh y en una instalación de producción de última generación en el municipio de Marshall, al norte de Pittsburgh, en el condado de Allegheny. Las relaciones entre el Post-Gazette y el Tribune-Review, durante su existencia como publicación impresa local, fueron a menudo competitivas y frecuentemente hostiles, dada la antigua aversión de Scaife a lo que consideraba el liberalismo de los Block.
El 14 de noviembre de 2011, el Post-Gazette revivió el Pittsburgh Press como un periódico en línea vespertino.
El 12 de febrero de 2014, el periódico compró una nueva instalación de distribución en los suburbios del municipio de Findlay, Pensilvania.
En 2015, el periódico se trasladó a un nuevo y moderno edificio de oficinas en la costa norte, en una parte del antiguo emplazamiento del Three Rivers Stadium, poniendo fin a 53 años en el antiguo edificio de la prensa y a más de dos siglos en el centro de la ciudad. Block Communications, que considera que el edificio está muy infrautilizado teniendo en cuenta su proximidad al Point State Park, sigue siendo el propietario del edificio y planea su reutilización.

## Presencia comunitaria

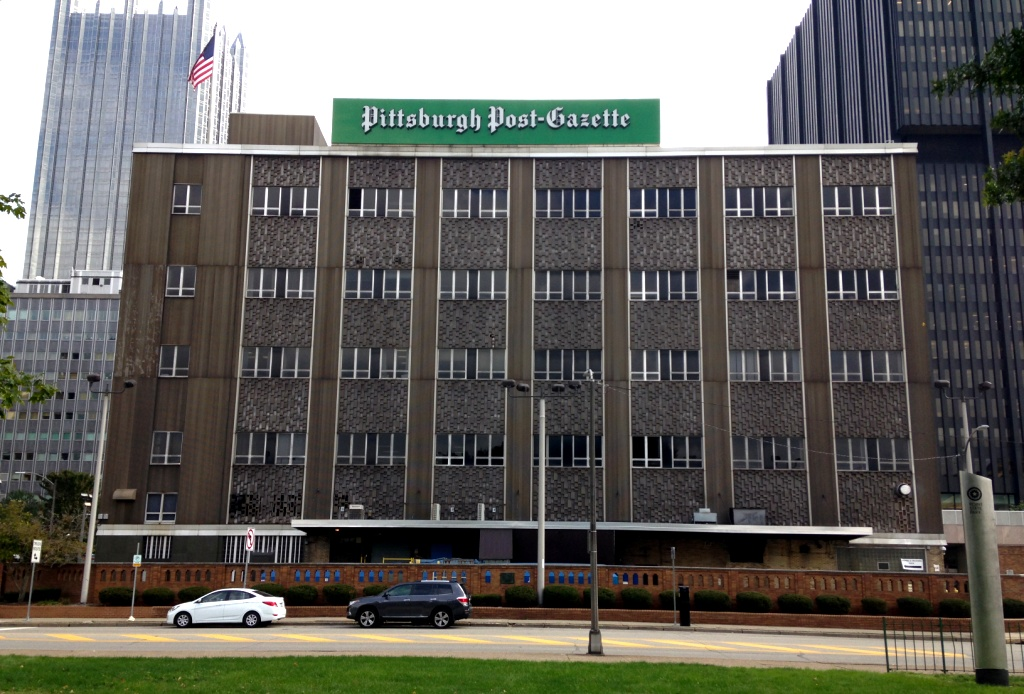
El edificio del Post-Gazette en octubre de 2015.

El periódico patrocinó un anfiteatro al aire libre con capacidad para 23.000 personas en Burgettstown (Pensilvania), el "Post-Gazette Pavilion", aunque a menudo se sigue llamando "Star Lake", basándose en el nombre original, "Star Lake Amphitheater", y más tarde "Coca-Cola Star Lake Amphitheater" bajo el antiguo patrocinador. En 2010 renunciaron a los derechos de denominación. El First Niagara Bank, que había entrado en el mercado de Pittsburgh el año anterior tras adquirir las sucursales de National City de PNC Financial Services, con sede en Pittsburgh, se hizo con los derechos de denominación de la instalación y ahora se conoce como KeyBank Pavilion.
El periódico tuvo en su día iniciativas en la televisión. En 1957, el Post-Gazette se asoció con la familia H. Kenneth Brennen, propietarios de una radio local, para lanzar WIIC-TV (ahora WPXI) como la primera filial de la NBC a tiempo completo de la zona. El Post-Gazette y los Brennen vendieron la emisora al actual propietario Cox Enterprises en 1964. Aunque el Post-Gazette y WPXI han tenido en ocasiones algunas asociaciones de noticias, el principal socio de noticias del Post-Gazette es ahora la estación local KDKA-TV, propiedad y operada por la CBS.

## Retos financieros
Cuando John Craig cedió las riendas de la redacción a David Shribman en 2003, Craig le dijo a Shribman que el periódico estaba en una situación financiera terrible. Era más o menos la época de Hanukkah, y Shribman bromeó: "Parecía que sólo había suficiente aceite en este periódico para mantener la luz durante un año".
En septiembre de 2006, el periódico reveló que estaba experimentando problemas financieros, en gran parte relacionados con sus costes laborales. El periódico también reveló que no había sido rentable desde que se reanudó la impresión en 1993. Como resultado de estos problemas, el periódico consideró una serie de opciones, incluyendo la puesta en venta del periódico. Aunque la preocupación por el futuro del periódico era grande, las negociaciones resultaron fructíferas y, en febrero de 2007, los sindicatos del periódico ratificaron un nuevo acuerdo con la dirección en el que se establecían recortes de plantilla y cambios en la financiación de las prestaciones sanitarias, entre otras cosas.
En agosto de 2018, el Post-Gazette dejó de publicarse a diario. Redujo a ediciones en línea los martes y sábados y a ediciones impresas el resto de días de la semana. En octubre de 2019, el periódico redujo aún más sus ediciones en papel a los jueves, viernes y domingos. En marzo de 2021, el periódico volvió a reducir su número, eliminando la edición de los viernes.

### Despido del dibujante
En junio de 2018, el Post Gazette despidió a su dibujante editorial de toda la vida, Rob Rogers, finalista del Premio Pulitzer por Caricatura Editorial que había trabajado en el periódico durante 25 años, habiéndose incorporado al periódico en 1993 y trabajando bajo cuatro editores supervisores. El despido se produjo en el contexto del creciente apoyo al presidente Donald Trump y al conservadurismo político en la editorial del Post-Gazette. El alcalde de Pittsburgh, William Peduto (que era a la vez amigo de Rogers y había sido ridiculizado en sus caricaturas) calificó de "decepcionante" el despido de Rogers por parte del periódico y dijo que enviaba "el mensaje equivocado sobre las libertades de prensa." El despido fue muy criticado por el Newspaper Guild of Pittsburgh y la National Cartoonists Society. La Asociación de Caricaturistas Editoriales Americanos dijo en un comunicado: "Es tan simple como esto: Rogers fue despedido por negarse a hacer caricaturas que ensalzan a Trump. Dejemos que eso se asimile". El periódico dijo que el despido de Rogers "tiene poco que ver con la política, la ideología o Donald Trump", pero no dio detalles. Rogers escribió en el New York Times que la nueva dirección del periódico había decidido, en el período previo a su despido, que sus caricaturas que satirizaban a Trump "eran demasiado airadas". Rogers dijo que, mientras que los editores habían rechazado previamente (o "pinchado") un promedio de dos a tres de sus caricaturas cada año, bajo un nuevo supervisor tuvo 19 caricaturas o ideas de caricaturas eliminadas en los primeros seis meses de 2018.
Cuatro meses después del despido de Rogers, el Post-Gazette contrató al dibujante editorial conservador Steve Kelley como sustituto. Tras ser despedido, los cómics de Rogers siguieron publicándose a través de Andrews McMeel Syndication. Como freelance, Rogers fue nombrado finalista del Premio Pulitzer 2019 en caricatura editorial, y el comité citó sus "provocadoras ilustraciones que canalizaban referencias culturales e históricas con un arte experto y un ojo para la hipocresía y la injusticia."

### Sanción a un reportero en medio de las protestas por la muerte de George Floyd
En 2020, el Post-Gazette prohibió a su reportero Alexis Johnson cubrir las protestas por la muerte de George Floyd. El Post-Gazette dijo que Johnson, un afroamericano, había mostrado parcialidad al hacer un tuit que destacaba la gran cantidad de basura de una puerta trasera del concierto de Kenny Chesney. La retirada de Johnson del reportaje provocó la protesta de los periodistas, incluido el Newspaper Guild of Pittsburgh y muchos de los colegas de Johnson en el Post-Gazette.

## Premios
El Post-Gazette ganó premios Pulitzer en 1938, 1998 y 2019. El fotógrafo Morris Berman sostuvo que el periódico habría ganado un Pulitzer en 1964, pero decidió no publicar su icónica foto de Y. A. Tittle que tomó en el Pitt Stadium. La foto ganaría premios, se colgaría en el Salón de la Fama del Fútbol Americano, se utilizaría para la contraportada de la autobiografía de Tittle y se usaría en un anuncio de Miller Beer High-Life en 2005..
En 1938, Ray Sprigle ganó el Premio Pulitzer de Periodismo por su investigación que revelaba que el recién nombrado juez del Tribunal Supremo Hugo Black había sido miembro del Ku Klux Klan.
La fotógrafa Martha Rial ganó en 1998 el Premio Pulitzer de Fotografía de Noticias por sus fotografías de los refugiados ruandeses y burundeses.
En 1997, Bill Moushey ganó el Premio a la Libertad de Información del National Press Club por una serie que investigaba el Programa Federal de Protección de Testigos y fue finalista del Pulitzer.
El fotógrafo John Kaplan ganó el Premio Pulitzer de Fotografía de Reportaje en 1992 por una serie de reportajes fotográficos sobre jóvenes de 21 años, que se publicó en el Post-Gazette y en otros dos periódicos del grupo Block Newspapers. Este premio citaba a Block Newspapers y no al Post-Gazette específicamente.
Además de los Pulitzer mencionados, el Post-Gazette también ganó el Premio Wilbur del Consejo de Comunicadores de Religión (RCC) en 2017 por el trabajo del editor de religión Peter Smith, Silent Sanctuaries. Smith, Stephanie Strasburg y Shelly Bradbury fueron finalistas del Premio Pulitzer 2020 de Reportaje Local por una investigación sobre los abusos sexuales en las comunidades amish y menonitas de Pensilvania.
El Post-Gazette ganó el Pulitzer 2019 por su cobertura del tiroteo en la sinagoga de Pittsburgh. El periódico fue elogiado por su "cobertura inmersiva y compasiva."

## Política
El tono editorial del Post-Gazette, antaño liberal, cambió a un tono más conservador en la década de 2010, especialmente tras la consolidación en 2018 de su departamento editorial con el del periódico hermano de larga data The Blade de Toledo, Ohio -en concreto, el nombramiento del editor de la página editorial de The Blade, Keith Burris (un frecuente defensor de Donald Trump), para convertirse en editor de la página editorial del Post-Gazette. Burris asumió el cargo adicional de editor ejecutivo del Post-Gazette en 2019. El entonces presidente Trump recibió el primer respaldo presidencial republicano que el Post-Gazette ha emitido desde 1972.